# Melanotus spernendus
Melanotus spernendus – gatunek chrząszcza z rodziny sprężykowatych.
Owad osiąga długość 15,5-18,5 mm.
Zabarwiony jest ciemnobrązowo, wyjąwszy jaśniejsze czułki i kończyny. Jego ciało pokrywa żółte, umiarkowanie długie i gęste owłosienie.
Cechuje się on łódkowatym, szerszym niż dłuższym i wypukłym czołem o przednim brzegu szerokim i zaokrąglonym. Czułki składają się z 11 segmentów, wykazują lekkie ząbkowanie u obu płci. 2. z segmentów ma kształt kulisty, kolejny − cylindryczny. 4. jest dłuższy od poprzednika. Żuwaczki są wąskie. Krótkie pośrodkowe sety tworzą penicillus. 
Długość umiarkowanie wypukłego przedtułowia ustępuje jego szerokości. Jego przedni brzeg określa się jako U-kształtny, boki zaś jako łódkowate. Pośrodkowy bazalny guzek jest płaski. U samca wydłużony aedeagus.
Golenie noszą długie ostrogi, występują pazury grzebieniaste.
Przebadany materiał pochodził z Japonii.